# Holobomolochus acutus
Holobomolochus acutus is een eenoogkreeftjessoort uit de familie van de Bomolochidae. De wetenschappelijke naam van de soort is voor het eerst geldig gepubliceerd in 1948 door Gnanamuthu.